# Чемпионат мира по лёгкой атлетике 2015
Чемпионат мира по лёгкой атлетике 2015 года — легкоатлетическое соревнование, которое проходило с 22 по 30 августа 2015 года в столице Китая — Пекине под эгидой Международной ассоциации легкоатлетических федераций. Это первый чемпионат мира в Китае и четвёртый в Азии — в 1991 и 2007 году соревнование проходило в Японии, а в 2011 в Республике Корея. Также в 2008 году Пекин принимал Олимпийские игры, а в 2009 Гуанчжоу проводил чемпионат Азии по лёгкой атлетике. Этот турнир стал 15-м по счёту чемпионатом мира.

## Выбор города
15 марта 2010 года ИААФ объявила, что три города (Пекин, Лондон и Хожув) представили свои заявки и объявили о заинтересованности проведения в 2015 году чемпионата мира. Однако позже, из-за финансового кризиса, Лондон снял кандидатуру. ИААФ выбрала место проведения чемпионата на заседании Совета ИААФ в Монако 20 ноября 2010 года.

## Общая информация

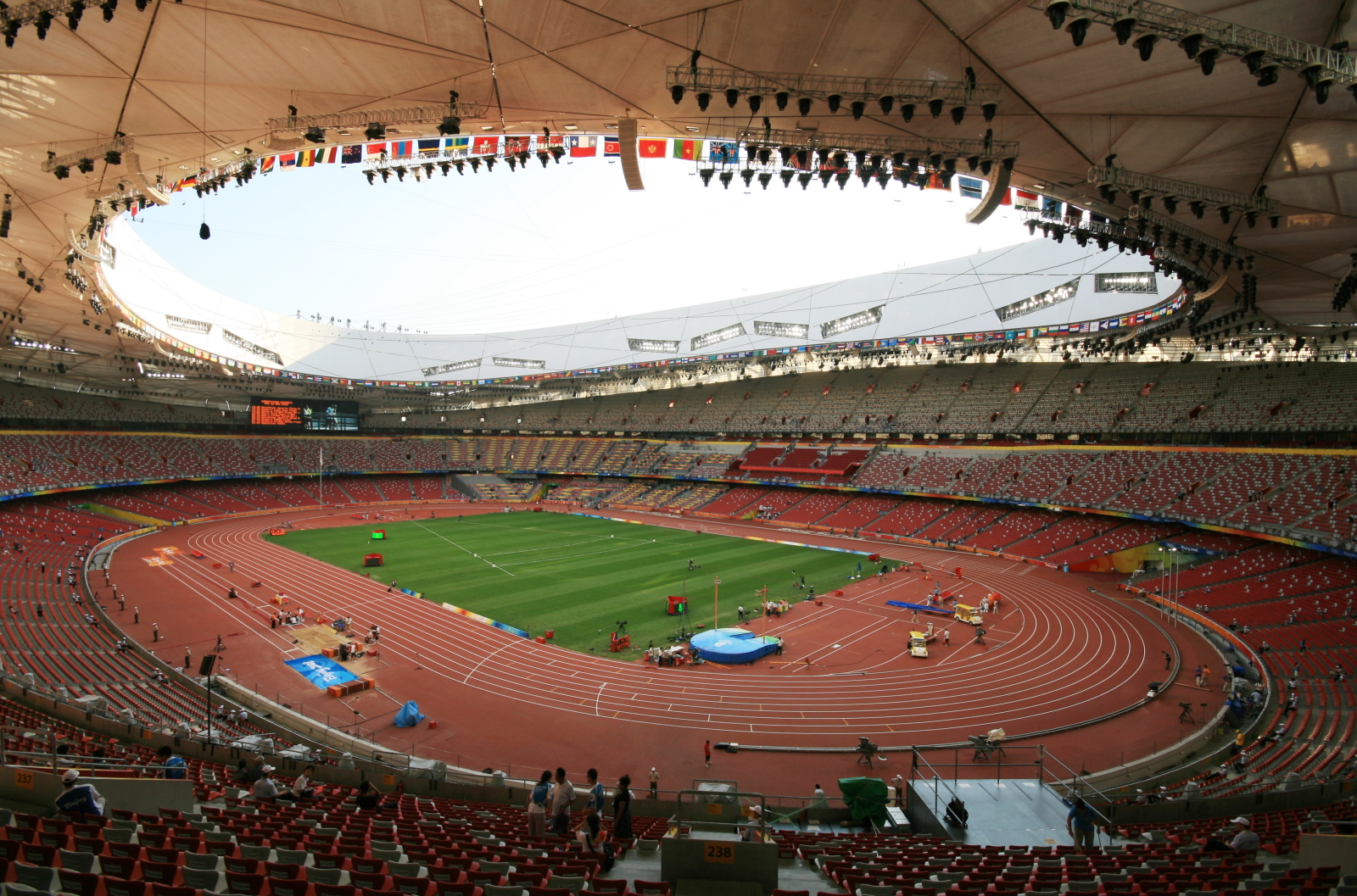
Национальный стадион

Официальный талисман чемпионата

Соревнования во всех дисциплинах проходили на Национальном стадионе, там же был старт и финиш не стадионных видов, марафона и спортивной ходьбы. В турнире приняли участие более 2000 спортсменов из 201 страны. Всего было разыграно 47 комплектов наград: 24 у мужчин и 23 у женщин.
Ямайский спринтер Усэйн Болт, победив в Пекине на дистанции 100 метров с результатом 9,79 с, стал первым человеком в истории, выигравшим за карьеру 9 золотых медалей чемпионатов мира на открытом воздухе. А 29 августа 2015 года стал одиннадцатикратным чемпионом мира по легкой атлетике, выиграв забег на 200 метров с результатом 19,55 с и эстафету 4 по 100 метров в составе сборной Ямайки.

## Призовой фонд
По сравнению с прошлым чемпионатом мира призовой фонд остался неизменным. За установление мирового рекорда был установлен бонус в размере $100 000. В случае установления мирового рекорда у мужчин бонус выплачивается компанией TDK, а у женщин компанией Toyota.
Личное первенство: Золотая медаль — $60 000, серебряная медаль — $30 000, бронзовая медаль — $20 000, 4-е место — $15 000, 5-е место — $10 000, 6-е место — $6000, 7-е место — $5000, 8-е место — $4000.
Эстафета (на команду): Золотая медаль — $80 000, серебряная медаль — $40 000, бронзовая медаль — $20 000, 4-е место — $16 000, 5-е место — $12 000, 6-е место — $8000, 7-е место — $6000, 8-е место — $4000.

## Символика

### Талисманы
Талисманом чемпионата мира являлась ласточка Yan-er, которая была разработана доцентом Китайской академии изящных искусств Лином Суньчжэнем и его студентом Дином Мином.

## Результаты
Сокращения:

WR - рекорд мира |
СR - рекорд чемпионатов мира |
WL - лучший результат сезона в мире |
NR - национальный рекорд |
PB - личный рекорд |
SB - лучший результат сезона |
зелёным цветом в таблице выделены чемпионы мира 2013 года

### Мужчины
| Вид программы                     | Золото                                                                         | Серебро                                                                                    | Бронза                                                                                 |
| 100 метров Подробности            | Усэйн Болт — 9,79 SB Ямайка                                                    | Джастин Гэтлин — 9,80 США                                                                  | Трэйвон Бромелл — 9,92 США                                                             |
| 100 метров Подробности            | Усэйн Болт — 9,79 SB Ямайка                                                    | Джастин Гэтлин — 9,80 США                                                                  | Андре Де Грасс — 9,92 PB Канада                                                        |
| 200 метров Подробности            | Усэйн Болт — 19,55 WL Ямайка                                                   | Джастин Гэтлин — 19,74 США                                                                 | Анасо Йободвана — 19,87 NR ЮАР                                                         |
| 400 метров Подробности            | Уэйд ван Никерк — 43,48 WL PB ЮАР                                              | Лашон Мерритт — 43,65 PB США                                                               | Кирани Джеймс — 43,78 SB Гренада                                                       |
| 800 метров Подробности            | Дэвид Рудиша — 1.45,84 Кения                                                   | Адам Кщот — 1.46,08 Польша                                                                 | Амель Тука — 1.46,30 Босния и Герцеговина                                              |
| 1500 метров Подробности           | Асбель Кипроп — 3.34,40 Кения                                                  | Элайджа Манангои — 3.34,63 Кения                                                           | Абдалаати Игидер — 3.34,67 Марокко                                                     |
| 5000 метров Подробности           | Мо Фара — 13.50,38 Великобритания                                              | Калеб Ндику — 13.51,75 Кения                                                               | Хагос Гебрхивет — 13.51,86 Эфиопия                                                     |
| 10 000 метров Подробности         | Мо Фара — 27.01,13 Великобритания                                              | Джеффри Камворор — 27.01,76 Кения                                                          | Пол Тануи — 27.02,83 Кения                                                             |
| Марафон Подробности               | Гырмай Гебреселассие — 2:12.28 Эритрея                                         | Йемане Цегай — 2:13.08 SB Эфиопия                                                          | Муньо Мутаи — 2:13.30 Уганда                                                           |
| Эстафета 4×100 метров Подробности | Ямайка — 37,36 WL · Неста Картер · Асафа Пауэлл · Никель Ашмид · Усэйн Болт    | Китай — 38,01 · Мо Юсюэ · Се Чжэнье · Су Бинтянь · Чжан Пэймэн                             | Канада — 38,13 · Аарон Браун · Андре де Грасс · Брендон Родни · Джастин Уорнер         |
| Эстафета 4×400 метров Подробности | США — 2.57,82 WL · Дэвид Вербург · Тони Маккей · Бришон Неллум · Лашон Мерритт | Тринидад и Тобаго — 2.58,20 NR · Ренни Кво · Лалонде Гордон · Деон Лендор · Мейчел Седенио | Великобритания — 2.58,51 SB · Рабах Юсиф · Делано Уильямс · Джаррид Данн · Мартин Руни |
| 110 м с/б Подробности             | Сергей Шубенков — 12,98 NR Россия                                              | Хансл Парчмент — 13,03 SB Ямайка                                                           | Арис Мерритт — 13,04 SB США                                                            |
| 400 м с/б Подробности             | Николас Бетт — 47,79 WL PB Кения                                               | Денис Кудрявцев — 48,05 NR Россия                                                          | Джеффри Гибсон — 48,17 NR Багамские Острова                                            |
| Бег на 3000 м с/п Подробности     | Эзекиль Кембой — 8.11,28 Кения                                                 | Консеслус Кипруто — 8.12,38 Кения                                                          | Бримин Кипруто — 8.12,54 Кения                                                         |
| Ходьба на 20 км Подробности       | Мигель Лопес — 1:19.14 PB Испания                                              | Ван Чжэнь — 1:19.29 Китай                                                                  | Бенджамин Торн — 1:19.57 NR Канада                                                     |
| Ходьба на 50 км Подробности       | Матей Тот — 3:40.32 Словакия                                                   | Джаред Таллент — 3:42.17 SB Австралия                                                      | Такаюки Тании — 3:42.55 Япония                                                         |
| Прыжок в высоту Подробности       | Дерек Друэн — 2,34 м Канада                                                    | Богдан Бондаренко — 2,33 м Украина                                                         |                                                                                        |
| Прыжок в высоту Подробности       | Дерек Друэн — 2,34 м Канада                                                    | Чжан Говэй — 2,33 м Китай                                                                  |                                                                                        |
| Прыжок с шестом Подробности       | Шонеси Барбер — 5,90 м Канада                                                  | Рафаэль Хольцдеппе — 5,90 м Германия                                                       | Рено Лавиллени — 5,80 м Франция                                                        |
| Прыжок с шестом Подробности       | Шонеси Барбер — 5,90 м Канада                                                  | Рафаэль Хольцдеппе — 5,90 м Германия                                                       | Павел Войцеховский — 5,80 м Польша                                                     |
| Прыжок с шестом Подробности       | Шонеси Барбер — 5,90 м Канада                                                  | Рафаэль Хольцдеппе — 5,90 м Германия                                                       | Пётр Лисек — 5,80 м Польша                                                             |
| Прыжок в длину Подробности        | Грег Разерфорд — 8,41 м SB Великобритания                                      | Фабрис Лапьер — 8,24 м SB Австралия                                                        | Ван Цзянань — 8,18 м Китай                                                             |
| Тройной прыжок Подробности        | Кристиан Тейлор — 18,21 м WL AR США                                            | Педро Пичардо — 17,73 м Куба                                                               | Нелсон Эвора — 17,52 м SB Португалия                                                   |
| Толкание ядра Подробности         | Джо Ковач — 21,93 м США                                                        | Давид Шторль — 21,74 м Германия                                                            | О’Дайн Ричардс — 21,69 м NR Ямайка                                                     |
| Метание диска Подробности         | Пётр Малаховский — 67,40 м Польша                                              | Филип Миланов — 66,90 м NR Бельгия                                                         | Роберт Урбанек — 65,18 м Польша                                                        |
| Метание копья Подробности         | Джулиус Йего — 92,72 м WL AR Кения                                             | Ихаб Эль-Сайед — 88,99 м SB Египет                                                         | Теро Питкямяки — 87,64 м Финляндия                                                     |
| Метание молота Подробности        | Павел Файдек — 80,88 м Польша                                                  | Дильшод Назаров — 78,55 м Таджикистан                                                      | Войцех Новицкий — 78,55 м Польша                                                       |
| Десятиборье Подробности           | Эштон Итон — 9045 WR США                                                       | Дамиан Уорнер — 8695 NR Канада                                                             | Рико Фраймут — 8561 PB Германия                                                        |

### Женщины
| Вид программы                | Золото                                                                                                  | Серебро                                                                                   | Бронза                                                                                          |
| 100 метров Подробности       | Шелли-Энн Фрейзер-Прайс — 10,76 Ямайка                                                                  | Дафне Схипперс — 10,81 NR Нидерланды                                                      | Тори Боуи — 10,86 США                                                                           |
| 200 метров Подробности       | Дафне Схипперс — 21,63 CR AR Нидерланды                                                                 | Элейн Томпсон — 21,66 PB Ямайка                                                           | Вероника Кэмпбелл-Браун — 21,97 SB Ямайка                                                       |
| 400 метров Подробности       | Эллисон Феликс — 49,26 WL PB США                                                                        | Шона Миллер — 49,67 PB Багамские Острова                                                  | Шерика Джексон — 49,99 PB Ямайка                                                                |
| 800 метров Подробности       | Марина Арзамасова — 1.58,03 Белоруссия                                                                  | Мелисса Бишоп — 1.58,12 Канада                                                            | Юнис Сум — 1.58,18 Кения                                                                        |
| 1500 метров Подробности      | Гензебе Дибаба — 4.08,09 Эфиопия                                                                        | Фаит Кипьегон — 4.08,96 Кения                                                             | Сифан Хассан — 4.09,34 Нидерланды                                                               |
| 5000 метров Подробности      | Алмаз Аяна — 14.26,83 CR Эфиопия                                                                        | Сенбере Тефери — 14.44,07 Эфиопия                                                         | Гензебе Дибаба — 14.44,14 Эфиопия                                                               |
| 10 000 метров Подробности    | Вивиан Черуйот — 31.41,31 Кения                                                                         | Гелете Бурка — 31.41,77 Эфиопия                                                           | Эмили Инфелд — 31.43,49 США                                                                     |
| Марафон Подробности          | Маре Дибаба — 2:27.35 Эфиопия                                                                           | Хела Кипроп — 2:27.36 Кения                                                               | Юнис Кирва — 2:27.39 Бахрейн                                                                    |
| Эстафета 4×100 м Подробности | Ямайка — 41,07 CR · Вероника Кэмпбелл-Браун · Наташа Моррисон · Элейн Томпсон · Шелли-Энн Фрейзер-Прайс | США — 41,68 SB · Инглиш Гарднер · Эллисон Феликс · Дженна Прандини · Жасмин Тодд          | Тринидад и Тобаго — 42,03 NR · Келли-Энн Баптист · Мишель-Ли Ахье · Рейаре Томас · Семой Хэкетт |
| Эстафета 4×400 м Подробности | Ямайка — 3.19,13 WL · Кристин Дэй · Шерика Джексон · Стефени-Энн Макферсон · Новлен Уильямс-Миллс       | США — 3.19,44 · Саня Ричардс-Росс · Наташа Хастингс · Эллисон Феликс · Франсена Маккорори | Великобритания — 3.23,62 SB · Кристин Охуруогу · Эника Онуора · Эйлид Чайлд · Серен Банди-Дэвис |
| 100 м с/б Подробности        | Даниэль Уильямс — 12,57 PB Ямайка                                                                       | Синди Роледер — 12,59 PB Германия                                                         | Алина Талай — 12,66 NR Белоруссия                                                               |
| 400 м с/б Подробности        | Зузана Гейнова — 53,50 WL Чехия                                                                         | Шамир Литтл — 53,94 США                                                                   | Кассандра Тейт — 54,02 США                                                                      |
| 3000 м с/п Подробности       | Хивин Джепкемой — 9.19,11 Кения                                                                         | Хабиба Гриби — 9.19,24 Тунис                                                              | Геза Фелиситас Краузе — 9.19,25 PB Германия                                                     |
| Ходьба на 20 км Подробности  | Лю Хун — 1:27.45 Китай                                                                                  | Люй Сючжи — 1:27.45 Китай                                                                 | Людмила Оляновская — 1:28.13 Украина                                                            |
| Прыжок в высоту Подробности  | Мария Кучина — 2,01 м PB Россия                                                                         | Бланка Влашич — 2,01 м SB Хорватия                                                        | Анна Чичерова — 2,01 м Россия                                                                   |
| Прыжок с шестом Подробности  | Ярислей Сильва — 4,90 м Куба                                                                            | Фабиана Мурер — 4,85 м AR Бразилия                                                        | Николета Кириакопулу — 4,80 м Греция                                                            |
| Прыжок в длину Подробности   | Тианна Бартолетта — 7,14 м WL PB США                                                                    | Шара Проктор — 7,07 м NR Великобритания                                                   | Ивана Шпанович — 7,01 м NR Сербия                                                               |
| Тройной прыжок Подробности   | Катрин Ибаргуэн — 14,90 м SB Колумбия                                                                   | Анна Князева-Миненко — 14,78 м NR Израиль                                                 | Ольга Рыпакова — 14,77 м SB Казахстан                                                           |
| Толкание ядра Подробности    | Кристина Шваниц — 20,37 м Германия                                                                      | Гун Лицзяо — 20,30 м Китай                                                                | Мишель Картер — 19,76 м США                                                                     |
| Метание диска Подробности    | Дения Кабальеро — 69,28 м Куба                                                                          | Сандра Перкович — 67,39 м Хорватия                                                        | Надин Мюллер — 65,53 м Германия                                                                 |
| Метание копья Подробности    | Катарина Молитор — 67,69 м WL PB Германия                                                               | Люй Хуэйхуэй — 66,13 м AR Китай                                                           | Сюнетте Фильюн — 65,79 м ЮАР                                                                    |
| Метание молота Подробности   | Анита Влодарчик — 80,85 м CR Польша                                                                     | Чжан Вэньсю — 76,33 м SB Китай                                                            | Александра Тавернье — 74,02 м Франция                                                           |
| Семиборье Подробности        | Джессика Эннис-Хилл — 6669 SB Великобритания                                                            | Брианна Тейсен-Итон — 6554 Канада                                                         | Лаура Икауниеце-Адмидиня — 6516 NR Латвия                                                       |

## Медальный зачёт
(Жирным выделено самое большое количество медалей в своей категории; также выделена принимающая страна)
| Место | Страна               | Золото | Серебро | Бронза | Всего |
| ----- | -------------------- | ------ | ------- | ------ | ----- |
| 1     | Кения                | 7      | 6       | 3      | 16    |
| 2     | Ямайка               | 7      | 2       | 3      | 12    |
| 3     | США                  | 6      | 6       | 6      | 18    |
| 4     | Великобритания       | 4      | 1       | 2      | 7     |
| 5     | Эфиопия              | 3      | 3       | 2      | 8     |
| 6     | Польша               | 3      | 1       | 4      | 8     |
| 7     | Канада               | 2      | 3       | 3      | 8     |
| 7     | Германия             | 2      | 3       | 3      | 8     |
| 9     | Россия               | 2      | 1       | 1      | 4     |
| 10    | Куба                 | 2      | 1       | 0      | 3     |
| 11    | Китай                | 1      | 7       | 1      | 9     |
| 12    | Нидерланды           | 1      | 1       | 1      | 3     |
| 13    | ЮАР                  | 1      | 0       | 2      | 3     |
| 14    | Беларусь             | 1      | 0       | 1      | 2     |
| 15    | Колумбия             | 1      | 0       | 0      | 1     |
| 15    | Чехия                | 1      | 0       | 0      | 1     |
| 15    | Эритрея              | 1      | 0       | 0      | 1     |
| 15    | Испания              | 1      | 0       | 0      | 1     |
| 15    | Словакия             | 1      | 0       | 0      | 1     |
| 20    | Австралия            | 0      | 2       | 0      | 2     |
| 20    | Хорватия             | 0      | 2       | 0      | 2     |
| 22    | Багамские Острова    | 0      | 1       | 1      | 2     |
| 22    | Тринидад и Тобаго    | 0      | 1       | 1      | 2     |
| 22    | Украина              | 0      | 1       | 1      | 2     |
| 25    | Бельгия              | 0      | 1       | 0      | 1     |
| 25    | Бразилия             | 0      | 1       | 0      | 1     |
| 25    | Египет               | 0      | 1       | 0      | 1     |
| 25    | Израиль              | 0      | 1       | 0      | 1     |
| 25    | Таджикистан          | 0      | 1       | 0      | 1     |
| 25    | Тунис                | 0      | 1       | 0      | 1     |
| 31    | Франция              | 0      | 0       | 2      | 2     |
| 32    | Босния и Герцеговина | 0      | 0       | 1      | 1     |
| 32    | Бахрейн              | 0      | 0       | 1      | 1     |
| 32    | Финляндия            | 0      | 0       | 1      | 1     |
| 32    | Греция               | 0      | 0       | 1      | 1     |
| 32    | Гренада              | 0      | 0       | 1      | 1     |
| 32    | Япония               | 0      | 0       | 1      | 1     |
| 32    | Казахстан            | 0      | 0       | 1      | 1     |
| 32    | Латвия               | 0      | 0       | 1      | 1     |
| 32    | Марокко              | 0      | 0       | 1      | 1     |
| 32    | Португалия           | 0      | 0       | 1      | 1     |
| 32    | Сербия               | 0      | 0       | 1      | 1     |
| 32    | Уганда               | 0      | 0       | 1      | 1     |
| Всего | Всего                | 47     | 48      | 49     | 144   |